# Hugo Bertsch

Hugo Bertsch

Hugo Bertsch (* 7. Oktober 1851 in Margrethausen; † 24. August 1935 in Brooklyn, USA) war ein deutscher Autor.

## Leben
Bertsch wurde als Sohn des Volksschullehrers, Küsters und Organisten des Dorfes Margrethausen auf der Schwäbischen Alb geboren. Er lernte in Ulm und Wilflingen bei Saulgau das Kürschnerhandwerk. Nach einer Zeit des Reisens, die ihn nach Frankreich und England, in die Niederlande, nach Nord- und Südamerika wie auch Neuseeland führte, und während der er sich in verschiedenen Berufen durchschlug, ließ er sich im Alter von vierzig Jahren in New York nieder. Er heiratete dort eine Irin und übte im Weiteren nicht nur seinen erlernten Kürschnerberuf aus, sondern konnte sich auch als Arbeiterdichter bekannt machen.
Erfolgreich wurde besonders sein erster Roman Die Geschwister, der als Briefwechsel zwischen dem Protagonisten und seiner aus der Ferne Anteil nehmenden Schwester das Schicksal des Fabrikarbeiters Tom Pratt in Brooklyn erzählt. Der Roman erschien 1903 mit einem Vorwort von Adolf von Wilbrandt bei Cotta in Stuttgart und Berlin, erreichte bis 1905 insgesamt 10 Auflagen und wurde ins Schwedische (1904), Französische (1906, mit einem Vorwort von François Coppée), Tschechische (1906) und Dänische (1917) übersetzt.
Der handschriftliche Nachlass von Hugo Bertsch befindet sich heute im Deutschen Literaturarchiv in Marbach.
In Albstadt-Margrethausen ist heute die Hugo-Bertsch-Straße nach ihm benannt.

## Romane (Auswahl)
- Die Geschwister. 1903
- Bilderbogen aus meinem Leben. 1906
- Bob, der Sonderling. 1905
- Der Tramp. 1923